# Барбараш, Эрни
Эрни Барбараш (англ. Ernie Barbarash; род. 31 августа 1968, Одесса, Украинская ССР) — американский кинорежиссёр, сценарист и продюсер.

## Биография
Родился в 1968 году в Одессе в еврейской семье. Когда ему было 9 лет семья эмигрировала в Канаду и до 18 лет он жил в Монреале. На протяжении 8 лет работал сопродюсером в нью-йоркском офисе канадской кинокомпании Cinepix, которая позже заключила с ним как с режиссёром контракт на три картины. Занимался также театральными постановками.

## Фильмография
- «Марко Поло: Невероятные приключения» (1998) — сопродюсер
- «Первые 9 1/2 недель» (1998) — сопродюсер
- «Пленница любви» (1999) — продюсер
- «Американский психопат» (2000) — сопродюсер
- «Смерть в Голливуде» (2001) — сопродюсер
- «Американский психопат 2» (2002) — продюсер
- «Куб 2: Гиперкуб» (2002) — сценарист, продюсер
- «Куб Ноль» (2004) — режиссёр, сценарист, исполнительный продюсер
- «Отзвуки эха 2: Возвращение»[англ.] (телефильм, 2007) — режиссёр, сценарист
- «Охранник» (телесериал, 2008) — режиссёр
- «Ожидание»[англ.] (2008) — режиссёр
- «Астероид: Последние часы планеты»[англ.] (телефильм, 2009) — режиссёр
- «Прошивка» (2009) — режиссёр
- «Убить по расписанию» (2011) — режиссёр
- «Дом вверх дном» (телефильм, 2011) — режиссёр
- «Игры киллеров» (2011) — режиссёр
- «Шесть пуль» (2012) — режиссёр
- «Второй шанс» (телефильм, 2013) — режиссёр
- «Чтение, письмо и романтика» (телефильм, 2013) — режиссёр
- «Восхождение Сокола»[англ.] (2014) — режиссёр
- «Зависимый» (2014) — сценарист
- «Фунт плоти» (2015) — режиссёр
- «Святой»[англ.] (2017) — режиссёр
- Королевская зима (2017) — режиссёр
- «Рождественское наследие»[англ.] (2017) — режиссёр
- Похищение (2019) — режиссёр
- «Отпуск в дикой природе»[англ.] (2019) — режиссёр
- Рождество в Риме (2019) — режиссёр